# ساتش ساندرز
ساتش ساندرز (بالإنجليزية: Satch Sanders) مواليد 8 نوفمبر 1938 في نيويورك، هو لاعب كرة سلة أمريكي سابق تحول إلى التدريب بعد الاعتزال بدأ مسيرته الاحترافية في سنة 1960. يبلغ طوله 6 قدم 6 بوصة (2.0 م). اعتزل اللعب في 1973.

## فرق لعب لها
- بوسطن سيلتكس

## روابط خارجية
- ساتش ساندرز على موقع إن بي أي (الإنجليزية)
- ساتش ساندرز على موقع سبورتس رفرنس (الإنجليزية)
- ساتش ساندرز على موقع كرة السلة الأوروبية.كوم (الإنجليزية)
- ساتش ساندرز على موقع كلية كرة السلة في سبورتس رفرنس.كوم (الإنجليزية)
- ساتش ساندرز على موقع ريلجم (الإنجليزية)
- ساتش ساندرز على موقع بروبوليرز (الإنجليزية)
- ساتش ساندرز على موقع سبورتس رفرنس (الإنجليزية)
- ساتش ساندرز على موقع كلية كرة السلة في سبورتس رفرنس.كوم (الإنجليزية)